# Orquideología; Revista de la Sociedad Colombiana de Orquideología
Orquideología; Revista de la Sociedad Colombiana de Orquideología (abreviado Orquideologia) es una revista con ilustraciones y descripciones botánicas que es editada en Medellín por la Sociedad Colombiana de Orquideología desde el año 1968. Fue precedida por Revista de la Sociedad Colombiana de Orquideologia.